# Liste der Kardinalpriester von Santi Andrea e Gregorio al Monte Celio
Folgende Kardinäle waren Kardinalpriester von Santi Andrea e Gregorio al Monte Celio (lat. Titulus Sanctorum Andreae et Gregorii ad Clivum Scauri):
- Ambrogio Bianchi OSBCam (1839–1856)
- Michele Viale Prelà (1856–1860)
- Angelo Quaglia (1861–1872)
- Henry Edward Manning (1875–1892)
- Herbert Vaughan (1893–1903)
- Alessandro Lualdi (1907–1927)
- Jusztinián György Serédi OSB (1927–1946)
- Bernard William Griffin (1953–1956)
- John Francis O’Hara CSC (1958–1960)
- José Humberto Quintero Parra (1961–1984)
- Edmund Casimir Szoka (1988–2014)
- Francesco Montenegro (seit 2015)